# 高山兀鹫
高山兀鹫（学名：Gyps himalayensis）为鹰科兀鹫属的鸟类。在中国大陆，分布于甘肃、青海、宁夏、四川、云南、西藏、新疆等地，多栖息于秃山的峭壁凸出处以及开阔的稀树草原。该物种的模式产地在阿富汗和喜马拉雅山脉。

## 保护
- 中国国家重点保护动物等级：二级